# Municipio de Kazbegui
El municipio de Kazbegui (en georgiano: ყაზბეგის მუნიციპალიტეტი) es un municipio al norte de Georgia perteneciente a la región de Mtsjeta-Mtianeti. El área total del municipio es 1081,7 kilómetros cuadrados y su centro administrativo es Stepantsminda. La población era 3795 según el censo de 2014.
El municipio de Kazbegui es conocido por su ubicación pintoresca en las montañas del Gran Cáucaso y es un centro para excursionistas y montañistas. 

## Geografía
El municipio de Kazbegui está situado en el valle superior del río Térek, que atraviesa la frontera entre Georgia y Rusia hacia el norte y finalmente desemboca en el Mar Caspio en Daguestán. Según la definición convencional de que la frontera entre Europa y Asia sigue la cuenca del Gran Cáucaso, el municipio de Kazbegi es geográficamente una parte europea de Georgia. El municipio de Kazbegui limita al sur con el municipio de Dusheti, al sureste con el municipio de Ajalgori (controlado por Osetia del Sur) y al norte con la república rusa de Osetia del Norte-Alania.
En el municipio está el monte Kazbek y los prados y bosques alpinos de la Reserva Natural de Kazbegui. Otros lugares destacados son la montaña Juta, la cascada de Gveleti, el valle de Truso y los lagos azules de Abudelauri.

## Historia
El territorio del municipio corresponde esencialmente a la región histórico-geográfica de Jevi, que, tras la desintegración del reino de Georgia en el siglo XVI, perteneció al reino de Iberia y luego al reino de Kartli-Kajetia, que se unió en 1762. 
Durante su pertenencia al Imperio ruso desde 1801, formó la parte norte del uyezd de Dusheti en la gobernación de Tiflis, que continuó existiendo hasta los primeros años de la Unión Soviética. En 1930, se creó el distrito independiente de Kazbegui dentro de las fronteras actuales, correspondiente al nombre de la ciudad principal, que pasó a llamarse en la década de 1920 en honor al escritor Alexander Kazbegui. A principios de la década de 1920, el desfiladero de Truso era un territorio en disputa entre el óblast autónomo de Osetia del Sur y la RSS de Georgia, pero la decisión la tomó Stalin a favor de esta última.
Después de que Georgia obtuvo su independencia, el distrito fue asignado a la recién formada región de Mtsjeta-Mtianeti en 1995 y se transformó en municipio en 2006. En 2006, la ciudad principal recibió nuevamente su nombre histórico Stepantsminda, pero la unidad administrativa todavía se llama Kazbegui.

## Política
La asamblea municipal de Kazbegui (en georgiano: ყაზბეგის საკრებულო) es un órgano representativo en el municipio de Kazbegui, que consta de 18 miembros que se eligen cada cuatro años. La última elección se llevó a cabo en octubre de 2021. 
| Partido político | Partido político                       | 2017 | 2021 |
| ---------------- | -------------------------------------- | ---- | ---- |
|                  | Sueño Georgiano                        | 12   | 12   |
|                  | Movimiento Nacional Unido              | 2    | 1    |
|                  | Para Georgia                           |      | 1    |
|                  | Alianza de los Patriotas de Georgia    | 3    | 1    |
|                  | Tamaz Mechiauri para Georgia Unida     |      | 1    |
|                  | Para la Gente                          |      | 1    |
|                  | Socialistas Europeos                   |      | 1    |
|                  | Georgia Europea                        | 1    |      |
|                  | Partido Laborista Georgiano            | 1    |      |
|                  | Movimiento Democrático - Georgia Unida | 1    |      |
|                  | Otros e independientes                 | 3    |      |
| Total            | Total                                  | 21   | 18   |

## División administrativa
El municipio consta de un asentamientos urbano o dabas en Stepantsminda. Los temi o consejos de pueblos son: Goristsije, Gudauri, Kobi, Sioni, Sno.

## Demografía
La población del municipio de Kazbegui ha disminuido desde 1939, con una pérdida de población de casi el 63%.
| Población del municipio de Kazbegui                                    | Población del municipio de Kazbegui | Población del municipio de Kazbegui | Población del municipio de Kazbegui | Población del municipio de Kazbegui | Población del municipio de Kazbegui | Población del municipio de Kazbegui | Población del municipio de Kazbegui | Población del municipio de Kazbegui | Población del municipio de Kazbegui | Población del municipio de Kazbegui | Población del municipio de Kazbegui |
|                                                                        | 1897                                | 1922                                | 1926                                | 1939                                | 1959                                | 1970                                | 1979                                | 1989                                | 2002                                | 2014                                | 2023                                |
| ---------------------------------------------------------------------- | ----------------------------------- | ----------------------------------- | ----------------------------------- | ----------------------------------- | ----------------------------------- | ----------------------------------- | ----------------------------------- | ----------------------------------- | ----------------------------------- | ----------------------------------- | ----------------------------------- |
| Municipio de Kazbegui                                                  | -                                   | -                                   | -                                   | 10 183                              | 7976                                | 7139                                | 6662                                | 6411                                | 5261                                | 3795                                | -                                   |
| Asentamiento de Stepantsminda                                          | -                                   | -                                   | -                                   | 1381                                | 1180                                | 1991                                | 1914                                | 1957                                | 1783                                | 1326                                | 1491                                |
| Datos: Estadística de población de Georgia desde 1897 hasta hoy. Nota: |                                     |                                     |                                     |                                     |                                     |                                     |                                     |                                     |                                     |                                     |                                     |

La población está compuesta por un 99% de georgianos, aunque históricamente ha habido una pequeña minoría destacada de osetios. Los osetios constituyen la mayoría de la población en el oeste del municipio, en el desfiladero de Truso.
|                   | 1939      | 1939       | 2014      | 2014       |
| Grupo étnico      | Población | Porcentaje | Población | Porcentaje |
| ----------------- | --------- | ---------- | --------- | ---------- |
| Georgianos        | 6098      | 59,9%      | 3766      | 99,24%     |
| Rusos             | 472       | 4,6%       | 7         | 0,18%      |
| Ucranianos        | 472       | 4,6%       | 1         | 0,03%      |
| Osetios           | 3529      | 34,7%      | 13        | 0,34%      |
| Armenios          | 19        | 0,2%       | 3         | 0,08%      |
| Azeríes           | 2         | 0,1%       | 1         | 0,03%      |
| Chechenos y kists | 23        | 0,1%       | -         | -          |
| Griegos           | 5         | 0,1%       | -         | -          |
| Alemanes          | 5         | 0,1%       | -         | -          |
| Judíos            | 3         | 0,1%       | -         | -          |
| Lezguinos         | 1         | 0,1%       | -         | -          |
| Total             | 10 183    | 100%       | 3795      | 100%       |

## Infraestructura

### Arquitectura, monumentos y lugares de interés
Las atracciones locales incluyen el museo de Aleksander Kazbegui y el museo etnográfico en Stepantsminda, y la Iglesia de la Trinidad de Guergueti en las afueras

### Transporte
La carretera internacional S3, que también es la ruta europea E117, atraviesa el municipio desde la capital, Tiflis y Mtsjeta, hasta la frontera con Rusia. Sigue el curso de la histórica carretera militar georgiana. Por encima de Stepantsminda, se bifurca la carretera nacional Sh147 y sigue el afluente derecho del Térek, Snostskali, hasta el pueblo más alto del valle, Juta.

## Galería

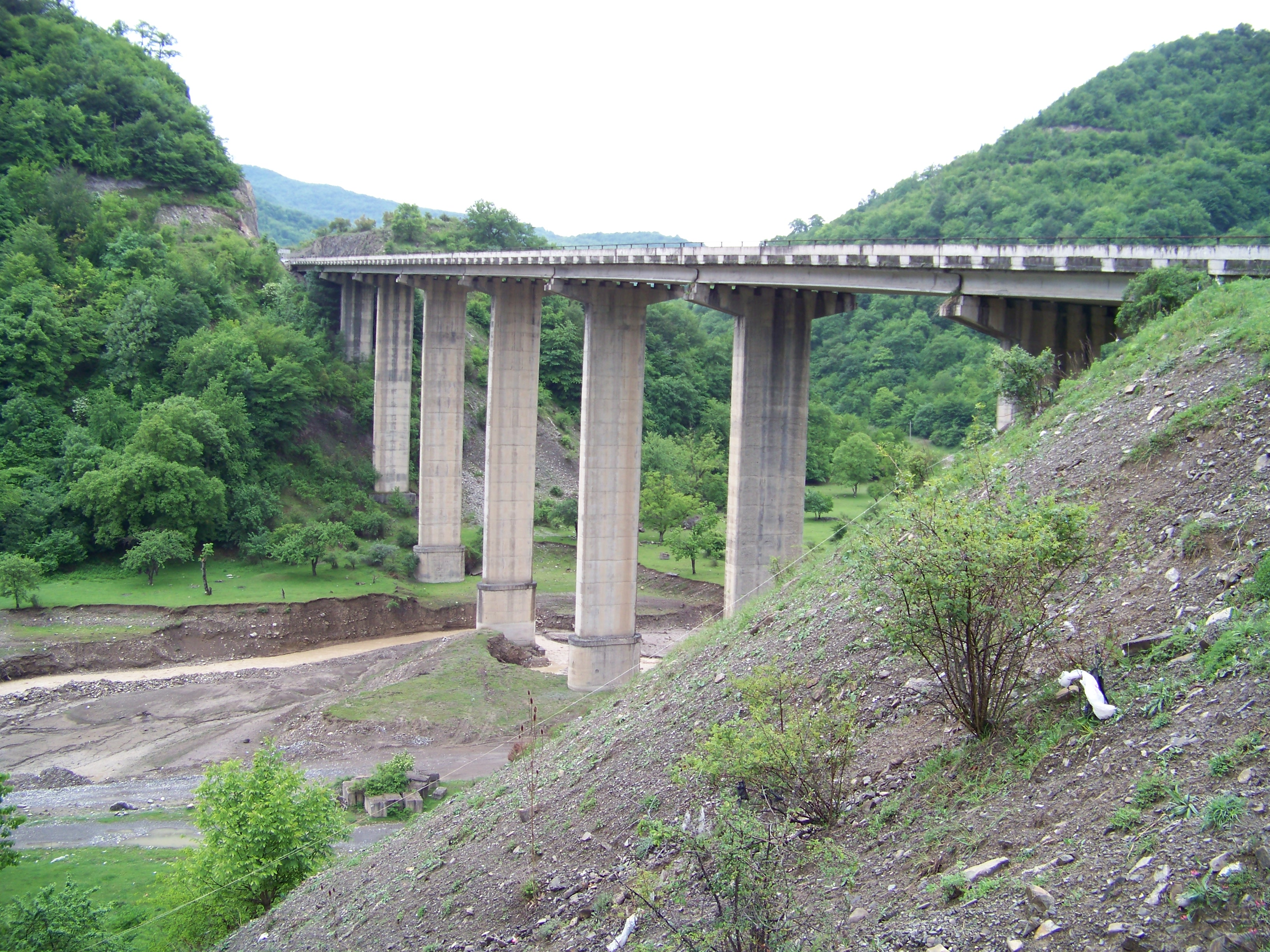
Viaducto en Ananuri